# Baudouin de Bodinat
Baudouin de Bodinat est un philosophe et essayiste contemporain français, qui, selon Maxime Catellier, « cultive l'anonymat comme d'autres le plagiat ».
Aucune source biographique n'est disponible sur Baudouin de Bodinat qui serait né en 1954 en région parisienne ; selon l'Institut Iliade, ce nom pourrait être le pseudonyme d'un collectif d'auteurs.

## Activité
Bodinat est notamment l'auteur de La Vie sur Terre, un essai de critique sociale anti-industrielle paru initialement en deux tomes en 1996 et 1999 aux Éditions de l'Encyclopédie des Nuisances. Les Inrockuptibles y voient « un inventaire de la barbarie de cette société industrielle totalitaire dans laquelle nous vivons » tandis que, pour Le Nouvel Observateur, « Bodinat est un moraliste de notre temps. »

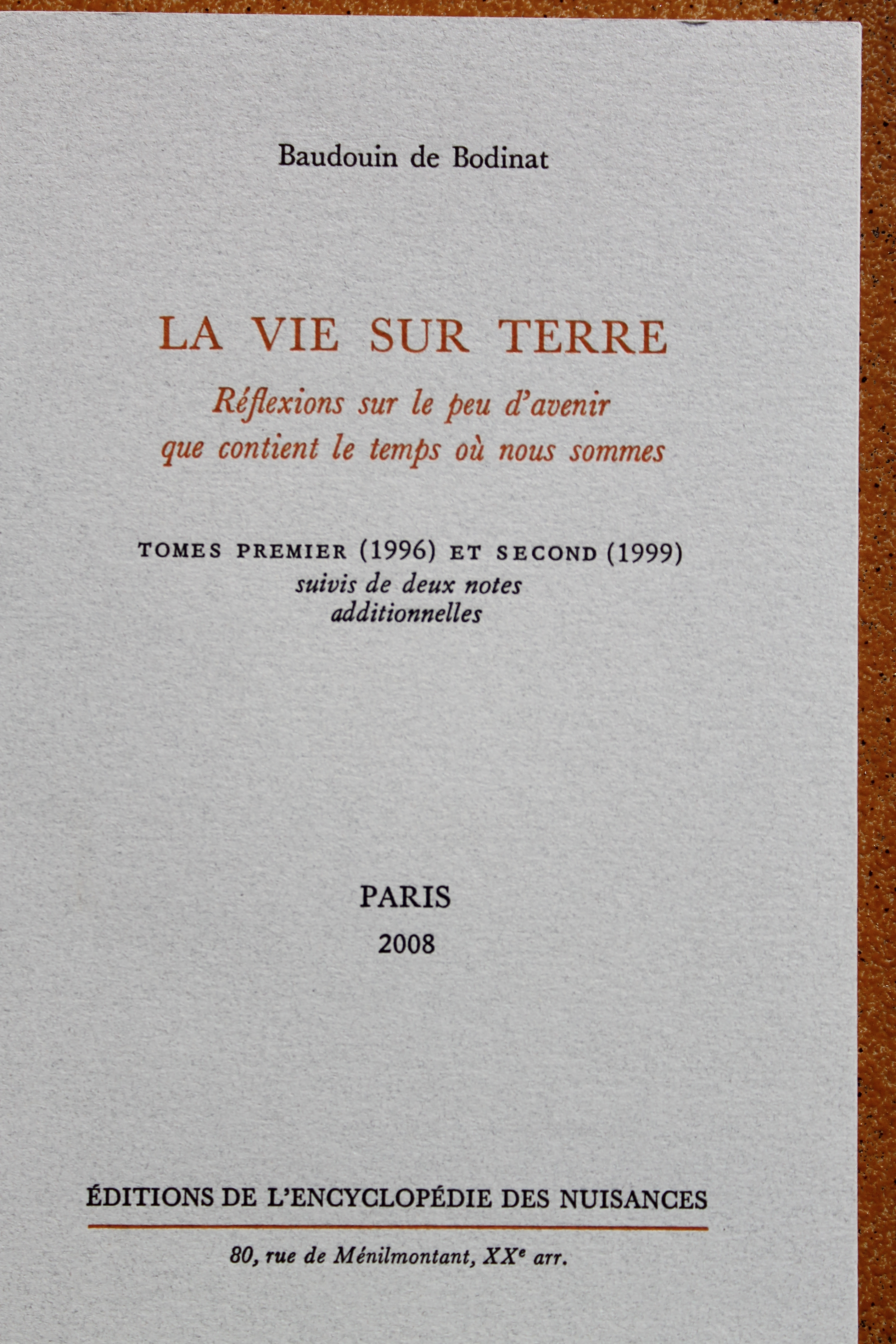
La Vie sur Terre (couverture).

La Vie sur terre présente une vision pessimiste du monde actuel, très critique sur le progrès technique, le génie génétique et la pollution, considérés comme ennemis conjoints de l'intelligence, de la culture et de l'humanité dans ce qu'elle a de plus noble : la liberté, et de plus précieux : le temps. L'essai n'est pas politique au sens où il ne propose pas de remède aux maux du « temps où nous sommes ». Bodinat considère, en effet, qu'il n'est plus temps de sauver quoi que ce soit, que nous ne sommes pas dans une période précédant une catastrophe, mais déjà dans le cataclysme lui-même.
Sébastien Lapaque en loue le style « libre et drapé » et « l'usage voluptueux de l'imparfait », y voyant une « respiration biblique ». Frédéric Schiffter en déplore les « molles et graves considérations » et la « monotonie du style inspiré des scansions de l’Ecclésiaste ». Selon Michel Crépu, Bodinat « est l'ultime figure de l'anachorète dont la noirceur parfaite est encore crédible, jetant des apophtegmes ciselés du haut de sa colonne comme des épluchures » ; il rapproche sa prose « élégante et sardonique » du Précis de décomposition d'Emil Cioran et des Soirées de Saint-Petersbourg de Joseph de Maistre. Jérôme Leroy, tout en affirmant que Bodinat « s’était fait un peu connaître dans les milieux de la pensée radicale, postsituationniste », le qualifie de « réactionnaire magnifique et assumé ».
Bodinat a contribué aux revues Interférences, Conférence et Fario, avec deux notes ensuite reprises dans la réédition de 2008 de La Vie sur Terre. Il signe également un essai sur la photographie, « Le mystère de la chambre noire », paru dans Les Cahiers de l'ADRI en 1981 et un texte biographique sur Eugène Atget, ce pourquoi on le croit parfois photographe.
Il n'existe pas de sources biographiques sur cet auteur. Michel Crépu avance qu'il « vivrait caché dans un gros bourg », mais Jérôme Leroy rappelle que « certains disent que Baudouin de Bodinat n’existe pas, qu’il s’agirait d’un collectif d’auteurs. » Toutefois, la nature insaisissable de cet auteur en renforce le propos : en refusant de partager ce qui le rattache au commun des mortels, Baudouin de Bodinat se trouve placé en prophète, annonçant avec flegme le chaos actuel, et celui à venir. Spéculer sur son identité est inutile : on ne découvrira sûrement jamais qui se cache derrière ce nom, ou pseudonyme. Mais le charme de ses écrits, sinistres présages, réside dans l'effacement de son identité, au profit de son message. 
Il a par ailleurs créé une revue Dernier Carré, bulletin de la Société des amis de la fin du monde, en novembre 2018 avec Marlène Soreda.

## Œuvre

### Livres
- La Vie sur Terre. Réflexions sur le peu d'avenir que contient le temps où nous sommes, 2 tomes, Paris, Éditions de l'Encyclopédie des Nuisances : 
  - t. 1, 1996, 96 pages  (ISBN 978-2-910386-05-4)
  - t. 2, 1999, 124 pages  (ISBN 978-2-910386-11-5)
  - rééd. en un volume des deux tomes « suivis de deux notes additionnelles », 2008, 240 pages  (ISBN 978-2-910386-29-0)
- Eugène Atget, poète matérialiste, Éditions Fario, Paris, 2014
- Au fond de la couche gazeuse (2011-2015), Éditions Fario, Paris, 2015
- En attendant la fin du monde, Éditions Fario, Paris, 2018

### Articles
- « Au fond de la couche gazeuse I », Fario, no 10,‎ 2011
- « Au fond de la couche gazeuse II », Fario, no 11,‎ 2012
- « Au fond de la couche gazeuse III », Fario, no 12,‎ 2013
- « Au fond de la couche gazeuse IV », Fario, no 13,‎ 2014
- « Le mystère de la chambre noire », Les Cahiers de l'ADRI, 1981